# Circo de Saboredo

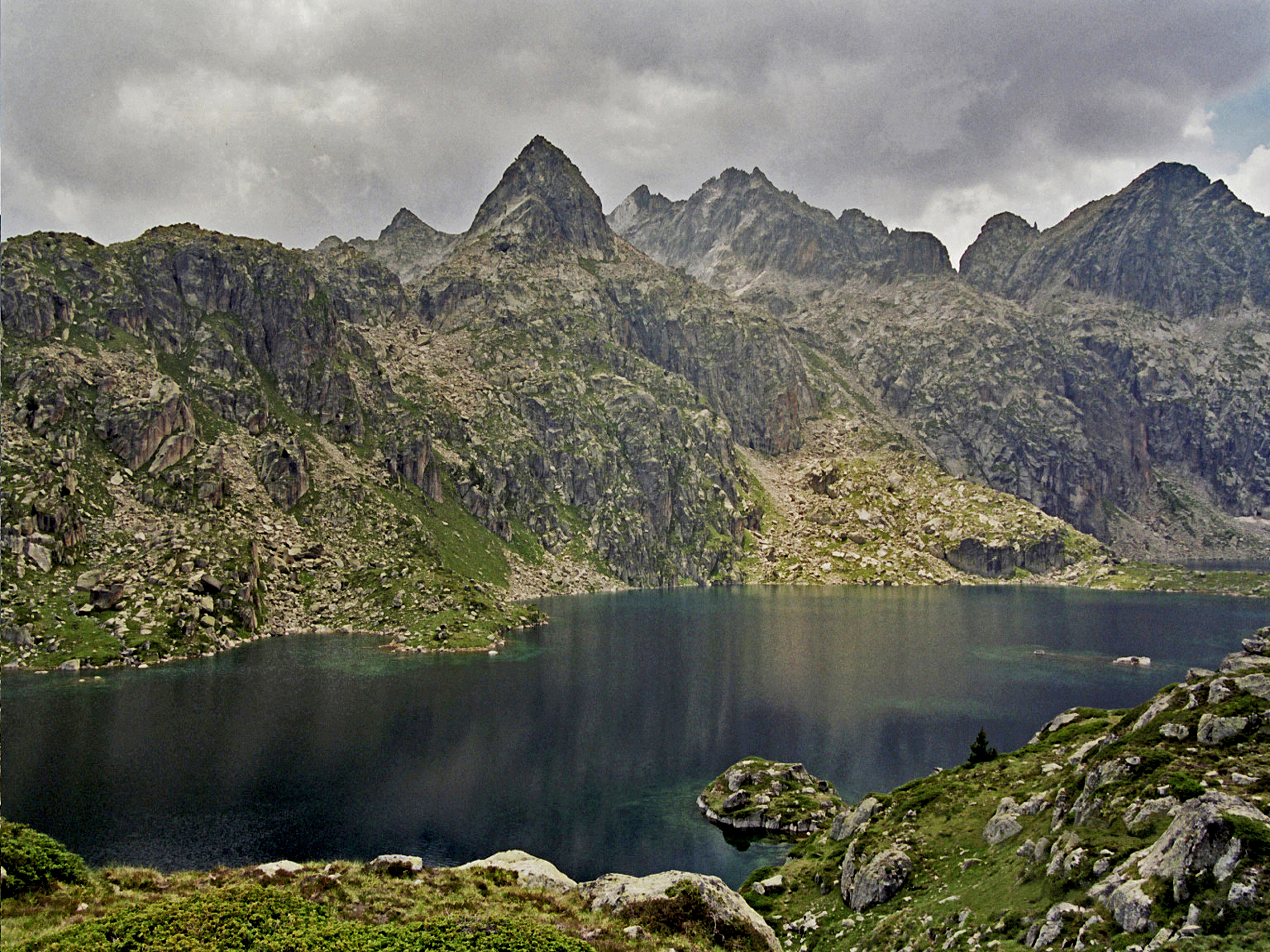
Lago mayor de Saboredo

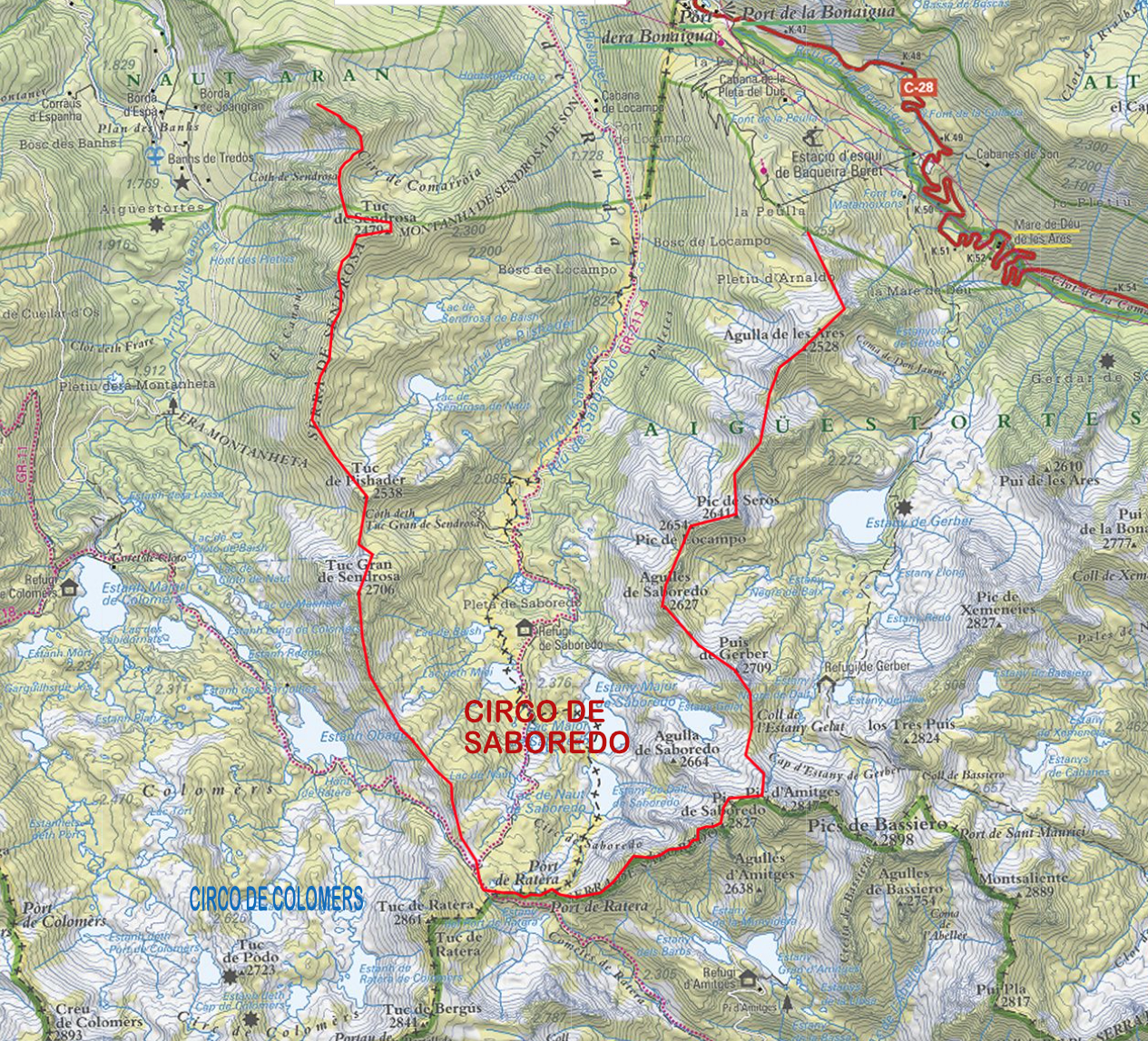
Circo de Saboredo y valle de Ruda en el Valle de Arán, Cataluña, dibujado sobre Instamaps. Al oeste, el circo de Colomers y, al este, el valle de Gerber.

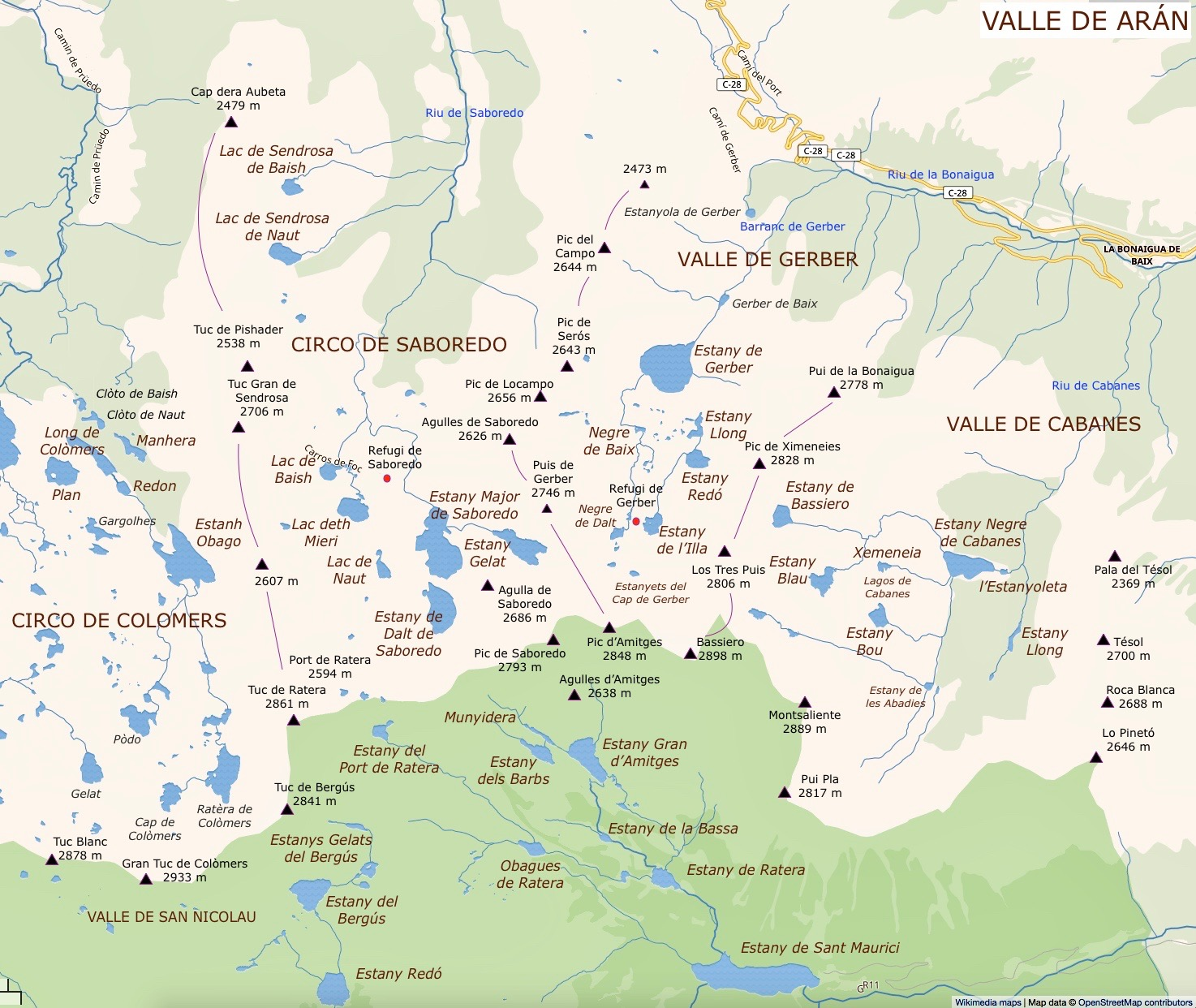
Circo de Saboredo con el circo de Colomers al oeste, los valles de Gerber y Cabanas, al este, y el Parque nacional de Aiguas Tortas y Lago de San Mauricio, al sur.

El circo de Saboredo es un circo glaciar en la cabecera del río Ruda, uno de los orígenes del Garona, de ahí que también se conozca como Garona de Ruda, en la zona axial del Pirineo, orientado al norte, en el Valle de Arán, Lérida, Cataluña, España. Separa el valle de Arán, al norte, del Pallars Sobirá, al sur, y forma la parte nororiental del Parque nacional de Aiguas Tortas y Lago de San Mauricio, en el límite entre los municipios de Alto Arán, que pertenece al Valle de Arán, y Espot, en el Pallars Sobirá.
El circo de Saboredo está encajonado entre el circo de Colomers, al oeste, el valle de Gerber, al este, las crestas y puerto de Ratera, al sur, y la Coma de Amitges, al sudeste. En esta zona axial, formada por granitos muy erosionados, se encuentran un gran número de circos glaciares que son el resultado de los diferentes periodos de avance y retroceso que se sucedieron durante la última era glaciar. Esto ha dado lugar a numerosas morrenas a diferentes altitudes y decenas de lagos, decenas de ellos de varias hectáreas. Una gran parte están comunicados entre sí por túneles para abastecer las centrales hidroeléctricas que se construyeron a principios del siglo XX.

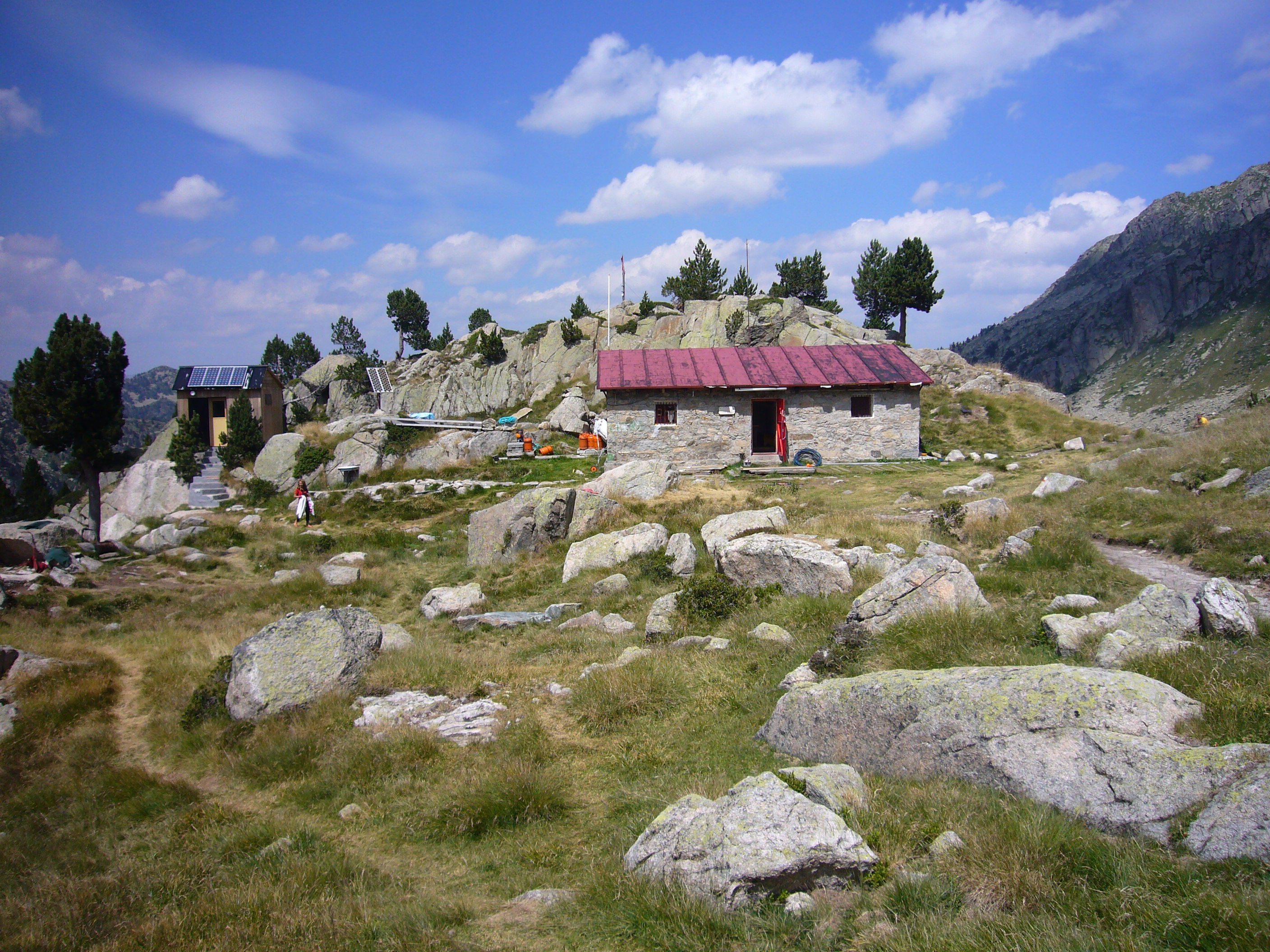
Refugio de Saboredo

## Las cimas
El circo de Saboredo es relativamente pequeño, tiene una anchura de 2,5 km en la zona del refugio y una longitud que no supera los 3 km hasta que se la altura del valle desciende por debajo de los 2000 m y el río Saboredo sigue un estrecho valle para convertirse, primero en el río Pishader y luego en el Ruda tras recibir al río de la Bonaigua. De este a oeste, los picos más destacables son:
- Pico de Serós (2641 m)
- Pico de Locampo (2654 m)
- Agujas de Saboredo (2627 m)
- Puig de Gerber (2709 m)
- Aguja de Saboredo (2664 m)
- Pico de Saboredo (2827 m) y la larga sierra de Saboredo, de 1,4 km, que desciende hacia el oeste, cerrando por el sur el circo, hasta el puerto de Ratera, donde hay varios lagos que dividen sus aguas entre el norte y el sur. Esta sierra, muy abrupta, forma una serie de crestas entre las que destaca una aguja conocida popularmente como El Gendarme.
- El puerto de Ratera está presidido por el Tuc o Pico de Ratera (2859 m), que deja una abertura por el norte a través del collado de Ratera (2560 m), que entra hacia el noroeste en el circo de Colomers.
- Tuc Gran de Sendrosa (2702 m), que cierra el circo por el norte
- Un collado con el nombre de Coll del Tuc de Sendrosa (2451 m), separa este pico del Tuc de Pishader (2539 m), que da paso a un pequeño circo glaciar con cuatro lagos. Estos desembocan a través del río Pishader en el río Saboredo en los llanos de Locampo, en el valle de Ruda.

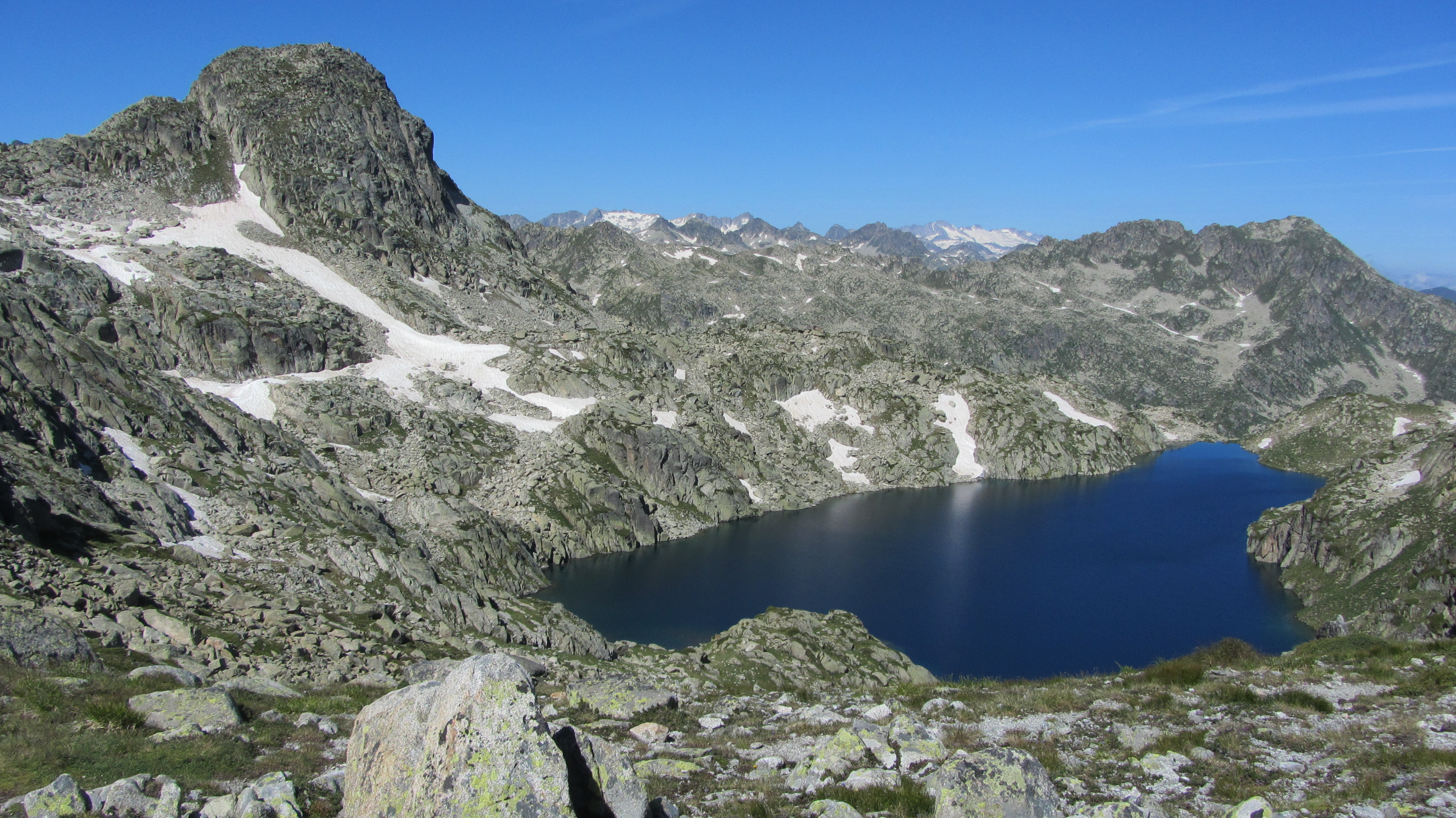
Aguja de Saboredo y lago Helado

## Los lagos
En el circo de Saboredo hay ocho lagos destacables que siguen tres valles diferentes. Los dos primeros parten el circo en dos mitades. 
- Lagos Alto (lago de Naut, 2340 m y aprox. 7,9 ha), Medio (Lac deth Miei, 2280 m y 3,2 ha) y Bajo (Lac de Baish, 2260 m y 2 ha), unidos entre sí. El lago Alto recibe las aguas de un conjunto de pequeños lagos que se encuentran el puerto de Ratera, entre 2580 y 2565 m. Entre los lagos Medio y Bajo, hay una decena de lagos más pequeños y por encima de ellos, al este y a 2310 m de altitud, se encuentra el refugio de Saboredo, que forma parte de la ruta Carros de Foc, que sigue todos los refugios que hay dentro del parque nacional.

- Al este, bajo la Aguja de Saboredo, hay tres lagos grandes, el Alto o Superior de Saboredo (Naut en aranés y Dalt en catalán, 2340 m y unas 7,8 hectáreas), unido al muy cercano Mayor de Saboredo (2340 m y 8-13 hectáreas), que recibe las aguas del lago Helado (Estany Gelat o Glaçat, 2490 m y 6,3 ha), escondido al norte del pico. Se consideran lagos muy modificados por el plan hidrológico del Ebro,[2] pues el lago Mayor está embalsado y de la presa nace el río de Saboredo, que en el pequeñísimo embalse de Saboredo (2125 m) recibe las aguas de todo el conjunto de lagos antes de salir del circo y la envía mediante un túnel a la central hidroeléctrica de Artíes.[3]

- Al oeste y al norte del pico de Pishader se halla otro circo en el que reposan varios lagos, el pequeño lago Sendrosa, cuyas aguas vierten al río Saboredo, el Sendrosa de Arriba (Sendrosa de Naut, 2247 m y 3,2 ha), que da lugar al río Pishader, y el Sendrosa de Abajo (de Baish, 2245 m y 1,8 ha), más al norte, que vierte directamente en el río Ruda, cuando el Saboredo adopta este nombre.

Debajo del circo, en la Pleta de Saboredo (2180 m), hay otro lago más pequeño, y aun hay otros dos bajo las Agujas de Saboredo, a 2220 y 2230 m.

## Turismo
El refugio de Saboredo se encuentra en la ruta de largo recorrido GR 211-4, que es una variante de la Circular del Valle de Arán GR-211, que se inicia y termina en Viella. La Gr 211-4 empieza en Uña, junto a Salardú, atraviesa Tredós y asciende por el valle del río Ruda hasta el circo de Saboredo y el puerto de Ratera, donde enlaza con el GR-11, que es la Senda Pirenaica.
La ruta Carros de Foc se desvía de la ruta circular para acceder a este refugio, pues tanto si se va al refugio de Amitges como al refugio de Colomers hay que pasar por el puerto de Ratera. Ambos refugios se encuentran a entre 2 y 3 horas de distancia.
La vegetación y la fauna son similares a las del circo de Colomers, y los únicos bosques existentes están a menor altura en el valle del Ruda y son de pino negro (Pinus uncinata).

## Geología
El paisaje de esta zona está excavado en la granodiorita de la zona axial pirenáica del Cámbrico ordovícico por las glaciaciones del cuaternario, que acabaron hace diez mil años. El amplio puerto de Ratera, que corona el circo de Saboredo fue un área de importante acumulación de hielo que ha dado lugar a un aplanado collado de difluencia, pues el hielo formado aquí podía verter hacia el valle de Saboredo o hacia el de Ratera, situado al sur, que desciende hasta el lago de San Mauricio. Desde Ratera y mirando hacia el sudeste, donde se encuentra el lago de Amitges, se pueden ver cordones y surcos de glaciares rocosos, formados a finales de la época glaciar, durante un periodo seco. También se pueden ver glaciares rocosos, formados durante el enfriamiento seco de hace 3000 años.